# Mányoki P. János
Mányoki P. János (17. század) református esperes.

## Élete
Református tanuló volt előbb Debrecenben, ahol 1662-ben lépett a felső osztályba. Azután akadémiai rektóriára ment és végre 1669-ben a leideni, azon év szeptember 6-tól pedig a franekeri egyetemen tanult. Miután hazatért, 1673-ban Szokolyán, 1680-ban Losoncon, 1681-ben Bátorkesziben volt lelkész, ahonnan 1683-ban elűzték. Ezt követően egy ideig állás nélkül tengette életét, majd Diósjenőre került lelkésznek, utána 1712 és 1728 a drégelypalánki egyházmegye esperese volt.

## Munkái
- Disputatio Theologica Prima & Secunda. De Veris & falsis Miraculis. Quam ... Sub Praesidio ... Johannis Valckenier ... Publice ventilandam proponit. Lugduni Batavorum, 1669.
- Disputatio Theologica De Vocatione Hominis a vita terrestri ad vitam caelestem. Pars Prim. Quam, ... Sub Praesidio ... Johannis Cocceji ... Publice ventilandam proponit. Uo. 1669.

Üdvözlő verse van Szenczi Pál, Gvil. Amesii, Medulla Theologica ... Franequerae, 1670. c. munkájában.